# Dikke koek
Dikke koek is een Nederlands gerecht. Het is een soort cake die als tussendoortje kan worden gegeten of tijdens de broodmaaltijd met een beetje boter erop.